# Società Sportiva Aviocalcio 1942-1943
Questa voce raccoglie le informazioni riguardanti la Società Sportiva Aviocalcio nelle competizioni ufficiali della stagione 1942-1943.